# Liriomyza herrerai
Liriomyza herrerai är en tvåvingeart som beskrevs av Spencer 1984. Liriomyza herrerai ingår i släktet Liriomyza och familjen minerarflugor.
Artens utbredningsområde är Colombia. Inga underarter finns listade i Catalogue of Life.